# Robin Bodart
Robin Bodart (28 oktober 1997) is een Belgische atleet, die gespecialiseerd is in de meerkamp en het polsstokhoogspringen. Hij veroverde zeven Belgische titels.

## Biografie
Bodart behaalde tussen 2017 en 2019 drie opeenvolgende Belgische titels tienkamp. In 2021 werd hij voor het eerst Belgisch kampioen polsstokhoogspringen outdoor. Begin 2022 werd hij op hetzelfde nummer ook indoor Belgisch kampioen.
Bodart is aangesloten bij Athlétic Club Bertrix Basse-Semois.

## Belgische kampioenschappen
Outdoor
| Onderdeel        | Jaar             |
| ---------------- | ---------------- |
| polsstokspringen | 2021             |
| tienkamp         | 2017, 2018, 2019 |

Indoor
| Onderdeel        | Jaar       |
| ---------------- | ---------- |
| polsstokspringen | 2022, 2024 |
| zevenkamp        | 2023       |

## Persoonlijke records
Outdoor
| Onderdeel        | Prestatie | Datum        | Plaats       |
| ---------------- | --------- | ------------ | ------------ |
| polsstokspringen | 5,25 m    | 27 juni 2021 | Brussel      |
| tienkamp         | 7320 p    | 30 mei 2021  | Saint-Florin |

Indoor
| Onderdeel        | Prestatie | Datum        | Plaats |
| ---------------- | --------- | ------------ | ------ |
| polsstokspringen | 5,30 m    | 4 maart 2022 | Gent   |

## Palmares

### polsstokspringen
- 2017:  BK AC indoor – 4,80 m
- 2020:  BK AC – 5,00 m
- 2021:  BK AC – 5,25 m
- 2022:  BK AC indoor – 5,10 m
- 2023:  BK indoor AC - 5,40 m
- 2024:  BK indoor AC - 5,10 m

### tienkamp
- 2017:  BK AC – 6767 p
- 2018:  BK AC – 6586 p
- 2019:  BK AC – 6854 p
- 2022:  BK AC – 7355 p

### zevenkamp
- 2023:  BK indoor – 5798 p
- 2024:  BK indoor – 5953 p